# ツル多はげます会
特定非営利活動法人ツル多はげます会（つるたはげますかい）は、はげを通じた平和の活動を行う団体。絵日記作家で青森県鶴田町議会議員を務めたこともある竹浪正造が、はげ頭の人を集めて暗い世の中を明るく照らそうと設立した団体で、有多毛（うたげ）と称する例会や交通安全活動に主に取り組む。活動拠点を青森県鶴田町に置き、青森県を「はげの聖地」にすることを目指している。

## 沿革
1989年（平成元年）のある日、竹浪正造がスナックで飲んでいたところ、自身と同じく頭髪の薄い客がやって来て意気投合し、はげ仲間を集めて憂さ晴らしをしようと思い立った。そして同年2月22日、2（ツー）が連続する「ツルツルの日」にツル多はげます会を結成した。最初に集まったのは竹浪ら3人で、会の活動は単なる飲み会であり、スナックの女性が「慰問」に来ていた。その後、友人・知人の人脈を介して会員を増やし、はげます会の創設時には10人になっていた。創設者の竹浪は、はげます会の活動を新聞などに投稿することでマスメディアの関心を惹き、活動の幅を広げ、吸盤綱引きなど、さまざまなゲームを考案していった。

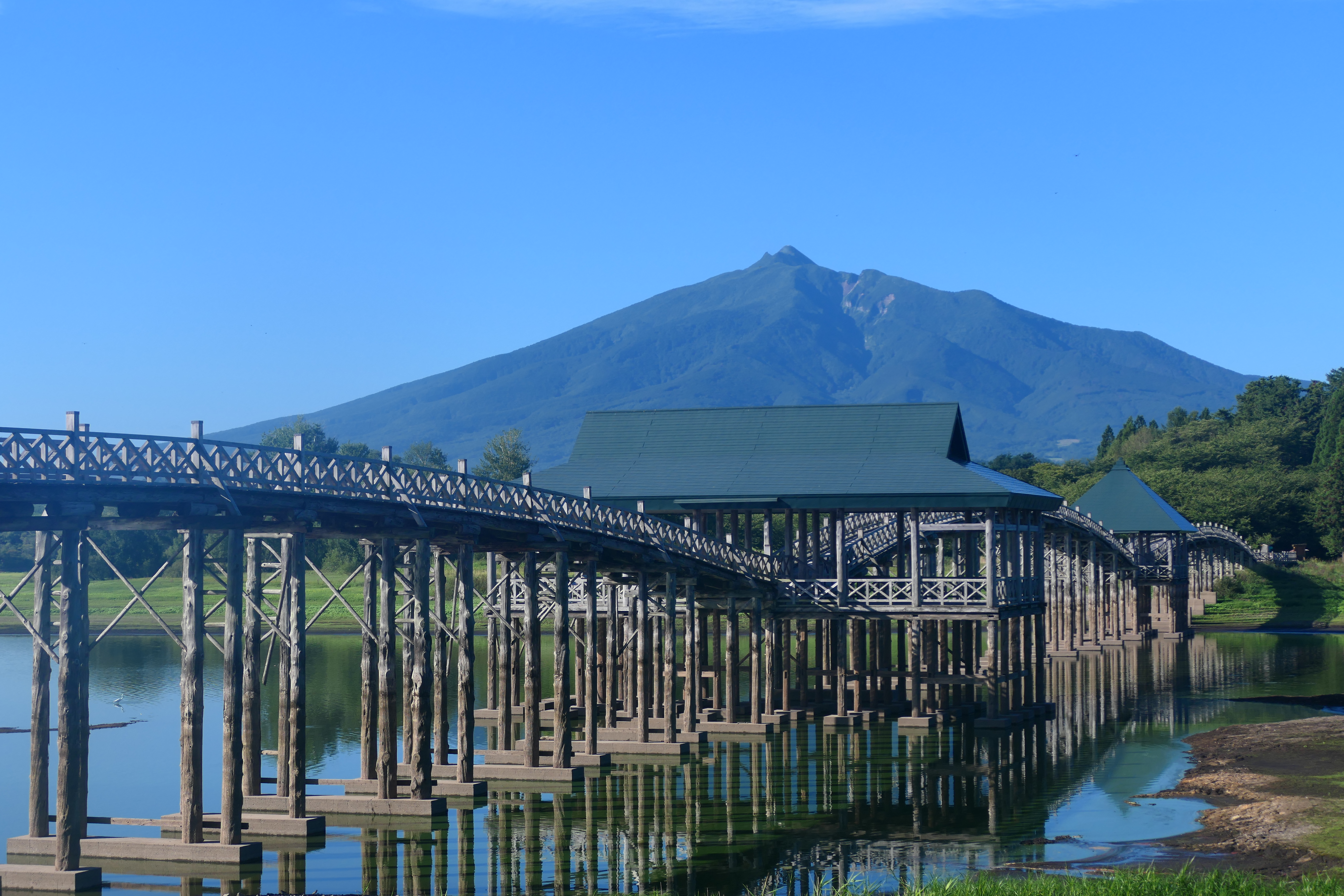
鶴の舞橋

2013年（平成25年）2月、会に青年部を創設し、「将来有望なハゲ頭になる」と認められる人を会員資格に設定した。同年4月には頭に旗を付けて交通安全を呼び掛ける活動を開始し、9月には「東京支部」を立ち上げ、支部長にお笑い芸人のユリオカ超特Qが就任した。ユリオカ超特Qは東京支部長として、2014年（平成26年）2月22日に鶴田町公民館で講演会を開催した。2015年（平成27年）からは「吸盤綱引き全国大会」を主催するようになった。
2018年（平成30年）1月9日、特定非営利活動法人（NPO）として認証された。2020年（令和2年）には鶴田八幡宮の境内に2020神社（ツルツルじんじゃ）を建てようとクラウドファンディングに挑戦した。このクラウドファンディングは目標額に達せず、神社建立は見送られた。
2022年（令和4年）4月5日、ロシアのウクライナ侵攻を受けて、会員らが頭にウクライナの国旗を付け、ウクライナへのエールや平和を願うメッセージを送る活動を鶴田町の鶴の舞橋付近で行った。

## 活動
会の定款によれば、「はげをポジティブにとらえ、心から楽しみ、はげを通じて、世の中を明るく照らす平和の活動を展開するとともに、はげを通じた活動を行うことで、高齢者等が生き生きした地域環境の中で安心して暮らし、県民の健康増進及び地域福祉の増進に寄与すること」を法人の目的とし、まちづくり・観光・地域安全の分野で活動する。活動スローガンに「笑う門には 福来る/禿の光は 平和の光/暗い世の中 明るく照らす/日本も光る 世界も光る」を掲げている。青年部を除くと会員の平均年齢は70歳になるため、基本的に激しい活動はしない。
マスメディアを意識した話題性のある活動を行うことで、マスメディアに取り上げてもらい、それを活動継続のモチベーションとしている。また、メディアに取り上げられることは鶴田町や青森県のPRにもつながり、薄毛に悩む人への励ましになる可能性を秘めている。

### 有多毛
はげます会では、2月22日（創設日、ツルツルの日）と中秋の名月の日の年2回、例会を開催し、これを有多毛（うたげ）と呼んでいる。会場は鶴田町にある山田温泉旅館で、参加費を支払えば非会員でも参加できる。有多毛では「名月当てクイズ」や「吸盤綱引き」といったゲームを行い、「勝手にハゲアワード」と題して、その年に活躍したはげの偉人を表彰する。有多毛の内容が宴会芸のようであるのは、はげます会の活動が飲み会として始まったからである。
他のゲームとして、目隠しをした人がはげ頭に触れ、誰の頭であるかを当てるクイズや、冷却ジェルシートをはげ頭に向かって投げ、くっつけることを狙う「ハゲピタダーツ」が行われたことがある。また、はげにちなんだ川柳を詠んだり、『三百六十五歩のマーチ』の替え歌である『ハゲのマーチ』を歌ったりする。『ハゲ川柳』は河出書房新社から書籍化もされている。
2020年（令和2年）春の有多毛には、青森県をはじめ、宮城県・山形県・富山県などから30 - 40人ほどが集まり、テレビ局3社と新聞社が取材に訪れた。

#### 名月当てクイズ
月見を描いた絵の月の部分に丸い穴が開けられ、顔ハメ看板の要領でそこからはげ頭を出し、誰の頭であるかを当てるゲームである。春の有多毛では「平和の光当て」と呼ぶ。

### 吸盤綱引き
頭に吸盤を装着し、吸盤の先に取り付けられた紐を引っ張り合う競技である。先に吸盤が頭から外れた競技者が負けとなるが、1試合は3回行い、先に2勝した人が勝ち上がる。優勝者にはこけしのトロフィーが授与される。
競技は行司役の「はげよーい、のこった」の掛け声で開始する。頭皮への負担が大きいため、競技者は少しずつ力を入れながら紐を引き、勝敗を争う。単純な競技であるが、勝つためには吸盤を付ける位置や角度、頭皮の湿り具合、頭の磨き加減、力の入れ具合などを考慮することが求められる。
競技者は皆、風呂で産毛を剃り、身を清めて競技に臨む。歴戦の勝者は、複数人を相手にしても勝つことができ、軽トラックを引くことができる人もいる。
当初は有多毛のメインイベントとして開催されていたが、2015年（平成27年）からは「日本最強のハゲ頭を決める夢の祭典」と銘打ち、吸盤綱引き全国大会として独立したイベントも開催されるようになった。第1回大会には、タレントのモト冬樹が出場し、準優勝を果たした。また、鶴田町のシティプロモーションイベント「ツルタの恩返し」が東京駅前の行幸地下通路で開かれた際に「吸盤綱引き大会in東京」と題して大会を出張開催したことがある。

### 交通安全運動
ツル多はげます会は青森県庁が進める「青森県反射材大作戦」応援企業に登録されており、はげた頭を「天然の反射材」と称している。小学1年生の最初の登校日に、「ハゲ頭をなでると怪我なし」（「怪我なし」と「毛がなし」をかけただじゃれ）と称して鶴田町立鶴田小学校の児童にはげ頭を触らせて交通安全を呼び掛ける。1年生は恐る恐る頭に触れるが、6年生になると「いつものヤツ」として気軽に触れるようになるという。
2013年（平成25年）4月には、吸盤で頭部に交通安全の旗を付けて街頭に立ち、交通安全を呼び掛ける活動を開始した。

### その他
はげます会では、独自の「ハゲ分類表」を作成し、総退却型、鍾乳洞型、こぼれ松葉型などの名称を付けている。
秋田県の雄物川光頭会や長野県の飯田ハゲます会など、他の団体との交流も行い、「全国ひかりサミット」を開催している。
2017年（平成29年）2月には、メンバーが地元青森の食品メーカー・ヤマモト食品の昆布醤油漬け「つる太郎」のテレビCMに起用された。

## 会員
2020年（令和2年）時点の会員数は80人超。一時は会員数の減少に悩まされていたが、2019年（令和元年）時点では増加傾向にある。男性は自己申告ではげであること、女性ははげ頭を愛する心を持っていることを入会資格としている。NPO化する以前は、役員による「はげ具合」の審査を受け、認められる必要があった。はげていない人は「サポート会員」として入会することができる。会員になると、はげます会のバッジ・手ぬぐいと吸盤綱引きの練習セットが贈られる。
会員の中心は高齢男性であるが、2020年（令和2年）に弘前大学に通う20歳の女性が入会するなど、若手会員も存在する。2013年（平成25年）に設置された青年部には、現時点ではげていなくても「将来有望なハゲ頭になる」と認められる人も参加資格がある。
はげていることを気にしていた人が、はげます会の活動を通して明るく前向きになる効果が表れている。